# Universität Indonesia
Die Universität Indonesia (indonesisch: Universitas Indonesia, abgekürzt UI) ist die größte staatliche Universität Indonesiens mit Standorten in Jakarta⊙ und Depok⊙. Sie wurde 1950 unter ihrem heutigen Namen eröffnet, ihre Vorläuferinstitution wurde 1851 gegründet. Am 26. Dezember 2000 erhielt die Universität von der indonesischen Regierung Autonomiestatus.

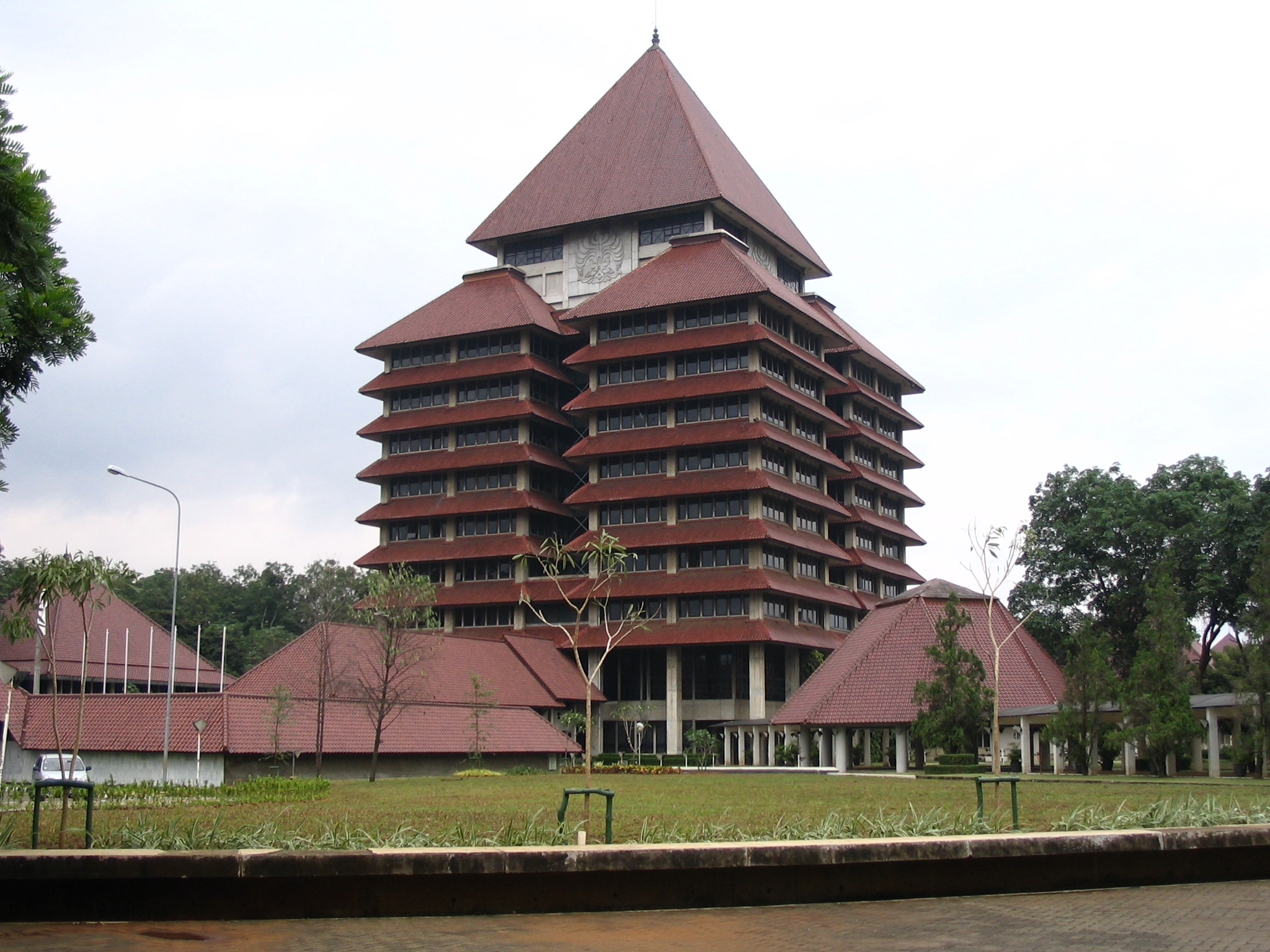
Rektoratsgebäude

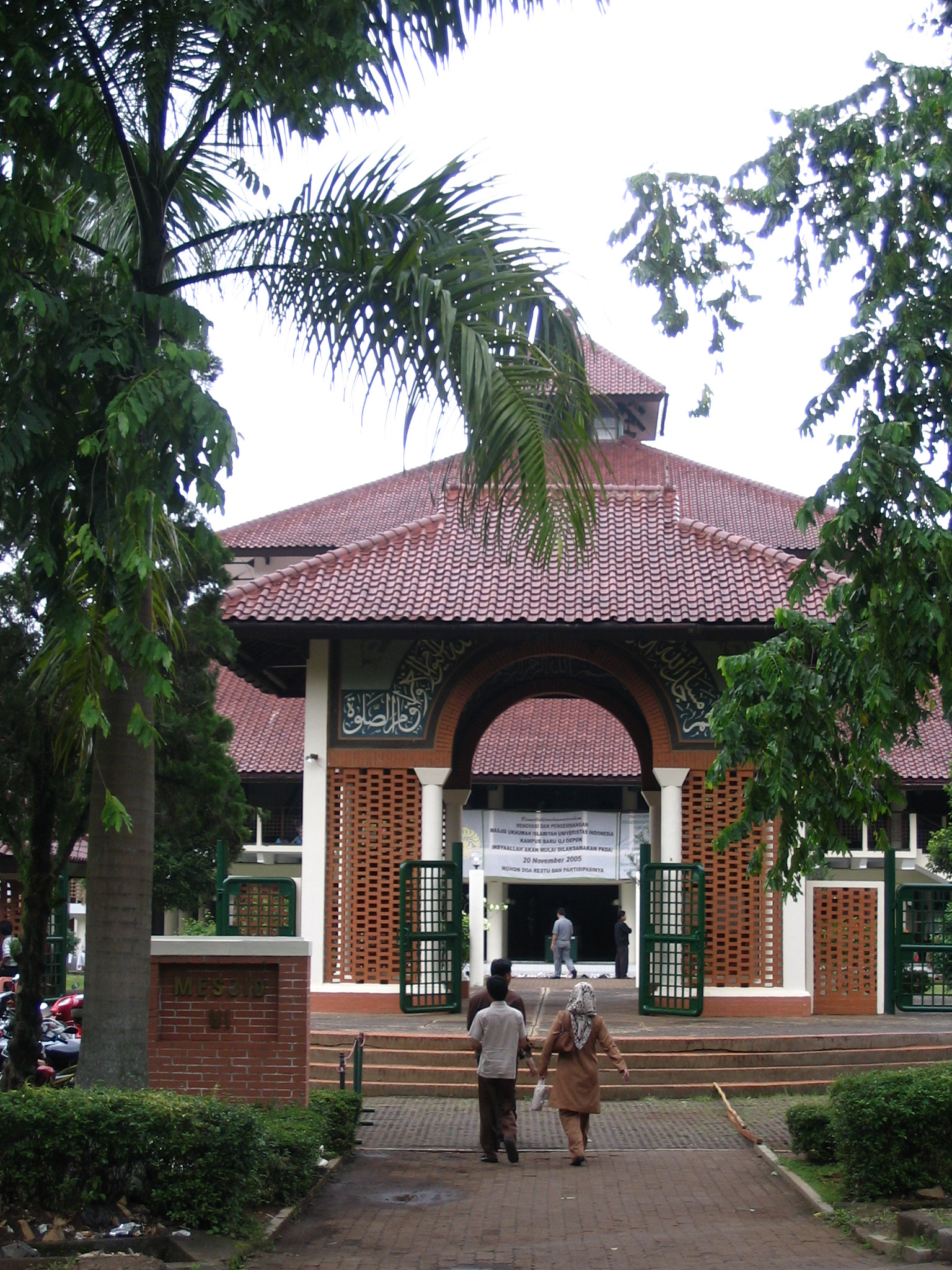
Moschee auf dem Unigelände

## Organisation
Die UI wird von einem Rektorat geleitet, das aus dem Rektor und drei Vizerektoren besteht. Sie sind gegenüber dem Kuratorium  und dem Hochschulrat verantwortlich.
Die Universität gliedert sich in zwölf Fakultäten auf den beiden Campusbereichen:
- Campus Salemba:[6]
  - Medizin (FK)
  - Zahnmedizin (FKG)
- Campus Depok:[7]
  - Mathematik und Naturwissenschaften (FMIPA)
  - Rechtswissenschaft (FH)
  - Psychologie (FPsi)
  - Ingenieurwissenschaften (FT)
  - Wirtschaftswissenschaften (FE)
  - Gesundheitswissenschaften  (FKM)
  - Sozial- und Politikwissenschaft (FISIP)
  - Humanwissenschaften (FIB)
  - Informatik (Fasilkom)
  - Gesundheits- und Krankenpflege (FIK)

## Absolventen
- Silverio Pinto Baptista (* 1969), osttimoresischer Menschenrechtler
- Fuad Hassan (1929–2007), indonesischer Politiker
- Taufiq Ismail (* 1935), indonesischer Schriftsteller
- Hassan Wirajuda (* 1948), indonesischer Diplomat und Politiker
- Anas Urbaningrum (* 1969), indonesischer Politiker
- Merício Juvinal dos Reis (* 1974), osttimoresischer Aktivist und Politiker